# Vallentuna skolmuseum
Vallentuna skolmuseum ligger i Lilla garn, Össeby församling i Vallentuna kommun, Stockholms län. Skolmuseet invigdes den 13 september 1975.
Museet är inrymt på övervåningen i ett hus bredvid den historiska kyrkskolan. Skolmuseet består av en skolsal, en lärarinnebostad samt en utställningslokal. Skolsalen - vilken tidigare var träslöjdslokal - och bostaden återspeglar förhållanden så som de kan ha tett sig cirka 1910. 
Samlingarna består av insamlade skolinventarier, bland annat ett tellurium. Utrustningen togs till vara i samband med att flera byskolor i Vallentuna och närbelägna socknar lades ned. 